# Francis G. Neubeck
Francis Gregory Neubeck est un militaire et aspirant-astronaute américain né le 11 avril 1932 à Washington.
Officier de l'armée de l'air américaine formé à l'École des pilotes d'essai de l'United States Air Force, il atteint le grade de colonel.
Formé pour le programme Manned Orbiting Laboratory (MOL) — un projet de station spatiale habitée américaine qui devait essentiellement être utilisée pour des missions d'observation militaire —, le MOL est cependant annulé avant sa première mission dans l'espace.

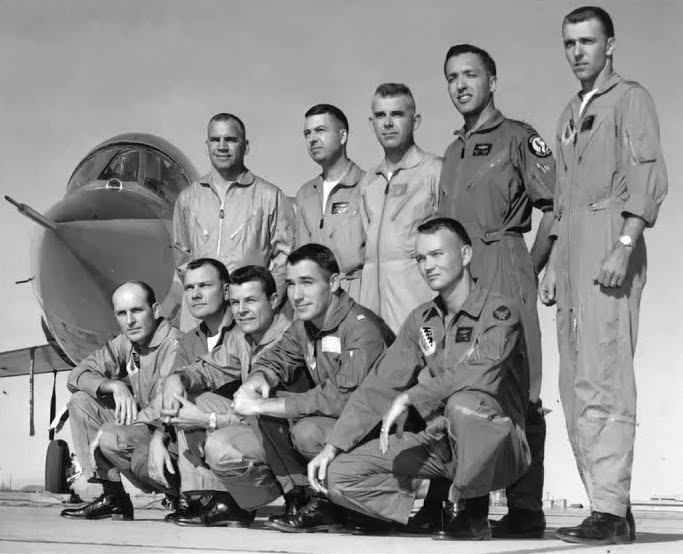
Les diplômés de la Class III ARPS : rangée de devant : Edward Givens, Tommie Benefield, Charles Bassett, Francis G. Neubeck et Michael Collins, rangée du fond : Al Atwell, Neil Garland, Jim Roman, Al Uhalt et Joseph H. Engle.